# Spolna raznolikost
Spolna raznolikost, imenovana tudi spolna nenormativnost ali redkeje spolna neskladnost, je izražanje spola, ki ne ustreza ustaljenim spolnim normam neke družbe.
Spolno nenormativna oseba je lahko transspolna ali pa cisspolna in ima spolni izraz različen od spolnega izraza, ki se pripisuje njenemu spolu. Transspolne osebe, ki so se pred tranzicijo dojemale kot spolno nenormativne, se lahko po tranziciji ne dojemajo več kot take, lahko pa se še vedno. Transspolne osebe, ki se tudi po tranziciji dojemajo kot spolno nenormativne, se pogosteje srečujejo z diskriminacijo. Spolno nenormativna oseba lahko ima tudi spolni izraz, ki variira glede na prostor, obdobje ali drug družben kontekst.

## Terminologija
Osebe, ki izražajo spolno raznolikost, se lahko imenujejo spolno raznolike, spolno nenormativne, spolno netipične ali spolno neskladne. Izraz spolna raznolikost uporabljajo znanstveniki s področja psihologije, psihiatrije, antropologije in študij spolov ter zagovorniške skupine spolno raznolikih oseb. Izraz spolna raznolikost je namerno širok in vključuje specifične izraze, kot so transspolna oseba, butch in femme, queen, sissy, tomboy, femboy, travesti ali hijra.
Izraz transspolnost ima običajno ožji pomen in različne konotacije, vključno spolno identiteto osebe, ki se razlikuje od spola, pripisanega ob rojstvu. Zavod TransAkcija in Društvo Legebitra v priročniku Vsi spoli so resnični navajata, da "transspolnost ne temelji na nujnosti ujemanja ob rojstvu pripisanega biološkega spola in osebne spolne identitete, temveč zajema vse spolne identitete, ki niso v skladu s cisnormativnostjo oz. niso v skladu s spolom, ki je bil osebi pripisan ob rojstvu." V slovarju Zavoda TransAkcija je navedeno, da je transspolnost "krovni izraz za vse spolne identitete, ki temeljijo na neujemanju spolne identitete s spolom, ki je bil osebi pripisan ob rojstvu."
Vse spolno raznolike osebe se ne opredeljujejo kot transspolne osebe in tudi vse transspolne osebe se ne opredeljujejo kot spolno raznolike – mnoge se opredeljujejo preprosto kot moški ali ženske.
Spolna identiteta je posameznikov notranji občutek lastnega spola. Ljudje imajo lahko spolno identiteto moškega ali ženske, za nekatere pa je spolna identiteta lahko bolj kompleksna izkušnja.

## Družbeni položaj spolov vspolno binarnidružbi
Spolna neskladnost med osebami, ki jim je bil ob rojstvu pripisan moški spol, se na Zahodu običajno strožje in včasih nasilno preganja kot spolna neskladnost med osebami, ki jim je bila ob rojstvu pripisan ženski spol. Vendar med dečki in moškimi obstaja vrsta vrst spolne neskladnosti. Nekatere vrste neskladnosti s spolom, kot je na primer to, da oče skrbi za gospodinjstvo, so v družbi napredneje sprejete kot druge, kot je na primer nošenje šminke in kril, ki so lahko hitreje povod za neposredno diskriminacijo. Nekatere kulture so do takšnih razlik bolj strpne kot druge.
Zgodovinsko gledano gre za razmeroma nov razvoj, saj sta bila oblačenje in kariera žensk včasih bolj nadzorovana in sta v nekaterih državah še vedno; ponekod tudi zakonsko urejena. Uspeh drugega vala feminizma je glavni razlog, da lahko ženske na Zahodu svobodno nosijo tradicionalno moška oblačila, kot so hlače, ali opravljajo tradicionalno moške poklice, kot je npr. zdravnik.
Spolno nenormativne transspolne osebe v Združenih državah Amerike imajo po nekaterih študijah slabše splošne zdravstvene rezultate kot transspolne osebe, ki se identificirajo kot moški ali ženske, kar je lahko povezano s slabšim dostopom do spolno potrjujoče zdravstvene oskrbe.

### Predpostavka o spolni usmerjenosti
Spolne norme se razlikujejo po državah in kulturah, pa tudi po zgodovinskih obdobjih znotraj kultur. Na primer, v paštunskih plemenih v Afganistanu se odrasli moški pogosto držijo za roke, ne da bi bilo takšno vedenje spolno zaznamovano, medtem ko bi bilo na Zahodu takšno vedenje v večini videno kot izraz homoseksualnosti. 
V mnogih kulturah se vedenje, kot so jok, nagnjenost k skrbi za druge in čustveni odprtosti, interes za urejenost in negovanost, zanimanje za domača opravila (razen kuhanja), lahko obravnavajo kot vidiki moške spolne nenormativnosti. Moški, ki izražajo takšna vedenja, so pogosto stereotipno označeni za geje. Študije so pokazale, da so homoseksualni moški pogosto poročali o netipičnem vedenju v otroštvu, kot sta nizko zanimanje za šport ali preferenca do igranja z igračami, stereotipno povezanimi z ženskim spolom. Ista študija je pokazala, da so se matere homoseksualnih moških takšnega netipičnega vedenja svojih sinov spominjale veliko pogosteje kot matere heteroseksualnih moških. Druga študija je pokazala, da se latinskoameriški homoseksualni in biseksualni moški, ki se opredeljujejo kot spolno nenormativni, soočajo z višjo stopnjo homofobije in z njo povezane psihološke stiske v primerjavi s svojimi spolno normativnimi vrstniki.
Pri ženskah se spolna nenormativnost v odrasli dobi pogosto povezuje z lezbištvom zaradi omejenih identitet, s katerimi se ženske soočajo v odrasli dobi. Družbeno pojmovanje cisspolne heteroseksualne ženskosti stereotipno vključuje odrekanje fizično zahtevnim aktivnostim, družbeno podrejenost moškemu, zanimanje za reprodukcijo in gospodinjstvo ter zanimanje za to, da bi bile za moške videti privlačnejše s primernimi oblačili, ličili, pričeskami in obliko telesa.
Lezbijke in biseksualne ženske, ki jih privlačnost moškim manj zadeva, morda lažje zavračajo tradicionalne predstave o ženskosti, ker družbena kazen (moška zavrnitev) za takšno kršitev spolne vloge ni učinkovita ali vsaj ni učinkovitejša od posledic odkritega homoseksualnega ali biseksualnega statusa v heteronormativni družbi, ki pa jih že doživljajo. To bi lahko pomagalo pojasniti visoko stopnjo neskladnosti s spolom, ki jo lezbijke same navajajo.
Nebinarna oseba in teoretik Judith Butler v eseju Performativna dejanja in konstitucija spola: Esej o fenomenologiji in feministični teoriji (orig. "Performative Acts and Gender Constitution: An Essay in Phenomenology and Feminist Theory") navaja: "Diskretni spol je del tega, kar v sodobni kulturi humanizira posameznike in posameznice; tisti, ki ne opravljajo svojega spola pravilno, so namreč redno kaznovani. Ker ne obstaja niti 'bistvo', ki ga spol izraža ali eksternalizira, niti objektivni ideal, h kateremu spol stremi." Butler trdi, da spol ni inherentni vidik identitete, in nadalje navaja: "Lahko bi poskušali uskladiti spolno telo kot dediščino sedimentiranih dejanj in ne kot vnaprej določeno ali zaprto strukturo, bistvo ali dejstvo, bodisi naravno, kulturno ali jezikovno."

### Netipični spolni izrazi inspolne vloge
Pričakovanja o spolu se lahko tako kot druge družbene norme močno razlikujejo glede na kulturo. Osebo lahko spolno netipično, če se njen spolni izraz in vedenja razlikujejo od tistih, ki se običajno pričakujejo v tej kulturi za spol osebe ali spol, ki se osebi družbeno pripisuje. Kar je "tipično“ za eno kulturo, je lahko "netipično“ za drugo. Ljudje iz kultur, ki spol pojmujejo kot binarna nasprotja ali imajo samo dve možnosti, lahko kot "netipične“ vidijo kulture z osebami tretjega spola ali fluidnimi spolnimi izrazi in ljudi, ki živijo v teh spolnih vlogah. Spolni izrazi in z njimi povezane spolne vloge, ki jih binarne Zahodne kulture lahko štejejo za "netipične“, lahko vključujejo vloge, kot so:
- Gospodinjci (ang. "househusbands"), tj. moški iz patriarhalnih kultur, ki ostajajo doma, vzgajajo otroke in skrbijo za dom, medtem ko njihova partnerka hodi v službo. National Public Radio je poročal, da je do leta 2015 delež "gospodinjskih mož" narasel na približno 12,6 % pojavnost v heteroseksualnih zakonih.[22]
- Androgine osebe, tj. osebe mešanega ali nevtralnega spolnega izraza v kulturah, ki sicer dajejo prednost polariziranim (binarnim) spolnim izrazom.[5] Zavod TransAkcija v slovarju navaja, da je androginost "spolni izraz, ki ga ne moremo pripisati izključno enemu izmed spolov binarnega spolnega sistema, temveč je preplet družbenih norm spolnih izrazov obeh binarnih spolov (tj. ženskega in moškega spola)."[9]
- Cross-dresser, tj. oseba, ki se oblači v oblačila in tudi sicer prevzema "videz, gestikulacijo ali vloge, ki so tradicionalno povezane s pripadniki nasprotnega spola“. Crossdresserji so lahko cisspolne osebe ali transspolne osebe.[23] Zavod TransAkcija v slovarju navaja: "Cross-dresser je oseba, ki se preoblači v oblačila, ki so po družbenih normah pripisane osebam različnega spola, kot je oseba sama ali kot je bilo osebi pripisano ob rojstvu. Razlogi za preoblačenje so mnogi, med njimi so lahko doživljanje spolne disforije, raziskovanje spolne identitete in/ali izraza, želje po drugačnem spolnem izražanju, zabava, subverzivnost, seksualna gratifikacija oz. privlačnost itd. Zunaj transspolne skupnosti se uporablja beseda transvestit_ka, ki pa jo transspolne osebe lahko občutijo kot žaljivko."[9]
- Femminiello, tj. populacija ljudi, ki v tradicionalni neapeljski kulturi (južna Italija) poosebljajo vlogo tretjega spola.[24][25] Izraz dobesedno pomeni "male ženske-moški", kar izhaja iz neapeljskega izraza "ženska" s pripono -iello, ki je pomanjševalnica za izražanje naklonjenosti, s končnico -o v moškem slovničnem spolu. Izraz je težje opredeljiv v sodobnih zahodnih razumevanjih identitete gejev v osnodu do identitet trans žensk, saj se ti kategoriji v primeru femminielli do neke mere prekrivata, vendar pa ta kulturno specifičen izraz ni slabšalen in ne nosi stigme; namesto tega se tradicionalno verjame, da femminielli prinašajo srečo.
- Hijra, tj. tradicionalna oseba tretjega spola, ki je lahko interspolna, vendar ji je pri rojstvu najpogosteje pripisan moški spol. Številne Hijre so evnuhi, ki so se odločili za obredno kastracijo pri obredu posvečenja. V več tradicionalnih južnoazijskih kulturah imajo obredno vlogo, pogosto opravljajo obrede poimenovanja in blagoslovov. Oblečeni so v oblačila, ki v tej kulturi veljajo za "ženska“, vendar se ne obravnavajo niti kot moški niti kot ženske, temveč kot hidžre.[26][27][28]
- Khanith, tj. v omanski kulturi "poženščen" homoseksualni moški, ki se sme družiti z ženskami. Oblačila teh posameznikov morajo biti vmesna med tradicionalno ženskimi in moškimi.[29]
- Two-spirit, tj. sodoben krovni izraz, ki ga nekateri staroselci Severne Amerike uporabljajo za opis staroselcev v svojih skupnostih, ki izpolnjujejo tradicionalno družbeno in obredno vlogo tretjega spola ali druge spolne različice. Izraz je prišel v uporabo leta 1990 na mednarodnem srečanju domorodnih lezbijk in gejev v Winnipegu in je "posebej izbran za razlikovanje in oddaljevanje prvih narodov od nedomorodnih ljudstev".[30][31]
- Moški duhovni mediji v Mjanmaru, tj. biiološki moški, ki so duhovni mediji ("nat kadaw") in med verskimi obredi nosijo ženska oblačila in ličila. Večina moških duhovnih medijev trajno živi kot ženske.[32]

## Spolno potrjujoče prakse
Prakse, ki potrjujejo spolno identiteto, priznavajo in podpirajo edinstveno spolno samoopredelitev osebe in njen spolni izraz. Na področju duševnega in telesnega zdravja se vse bolj uveljavljajo spolno potrjujoče prake kot odziv na raziskave, ki so pokazale, da lahko klinične metode, ki posameznike silijo k sprejetju določene spolne identitete, povzročijo psihološko škodo.
Leta 2015 je Ameriško psihološko združenje objavilo smernice za spolno potrjujoče prakse za klinike, ki delajo s transspolnimi in spolno nenormativnimi osebami. Predhodne raziskave o spolno afirmativnih praksah v medicinskem in psihološkem okolju so pokazale predvsem pozitivne rezultate tovrstne zdravstvene nege. Ker se te prakse vse bolj uporabljajo, so potrebne dolgoročnejše študije in študije z večjimi vzorci, da se lahko še naprej razvijajo. Standardi oskrbe, ki jih izdaja Svetovno združenje strokovnjakov za zdravje transspolnih oseb, v osmi različici iz leta 2022 navajajo, da je cilj Standardov "zagotoviti zdravstvenim delavcem klinične smernice za pomoč transspolnim in spolno raznolikim osebam pri dostopu do varnih in učinkovitih poti do doseganja trajnega osebnega ugodja s svojim spolom."
Spolno potrjujoče prakse poudarjajo spolno zdravje. Spolno zdravje je sposobnost osebe, da se brez strahu pred zavrnitvijo identificira s spolom in spolnim izrazom, ki mu najbolj ustreza. Spolno afirmativne prakse temeljijo na naslednjih predpostavkah:
- spolna raznolikost ni psihološka motnja ali duševna bolezen,
- spolni izrazi se med kulturami razlikujejo,
- spolni izrazi so različni in niso nujno binarni,
- na razvoj spola vplivajo biološki, razvojni in kulturni dejavniki,
- če se pojavi patologija, je pogosteje posledica kulturnih odzivov kot pa posameznikovih notranjih dejavnikov.

Strokovnjaki za duševno zdravje so začeli vključevati metode potrjevanja spola v terapevtske modele. Čeprav imajo različne pristope, se lahko vsaka terapevtska modaliteta izkaže za koristno za spolno raznolike osebe, ki se želijo samouresničiti, se spopasti z stresom zaradi marginalizirane identitete ali reševati osebna, družbena in poklicna vprašanja v celotnem življenjskem obdobju.
Raziskave so pokazale, da imajo mladi, ki jim starši nudijo podporo pri potrjevanju spola, boljše rezultate na področju duševnega zdravja kot njihovi vrstniki, ki te podpore ne prejemajo.

### Strategije okrevanja
Strategije okrevanja so vedenja, ki jih spolno raznolike osebe izvajajo kot odgovor na srečanja z nasprotujočo reakcijo družbe na njihovo spolno nenormativnost. Te strategije so lahko tudi posledica strahu, zadrege itd. pred prijatelji in družino. Nekateri primeri takih strategij so lahko skrivanje nenormativnega videza ali vedenja, prilagajanje spolnim normam itd.
V socialnem eksperimentu, ki sta ga izvedli Laurie A. Rudman in Kimberly Fairchild v letu 2004, so bili udeleženci eksperimenta spolno atipični moški, vključene ženske pa naj bi po rezultatih predhodne ankete imele več podobnosti z in znanja o nasprotnem nenormativnem spolu. V izvedenem eksperimentu so rezultati pokazali, da so udeleženci, ki so se bali negativnega odziva zaradi rezultatov, bolj verjetno skrivali svoje spolno nenormativno vedenje ali se prilagajali normam glede spola.
Skrivanje spolno nenormativnega vedenja pomeni zatiranje vsakega vedenja, ki je v nasprotju s spolnimi normami, povezanimi z družbeno pripisanim spolom neke osebe. J. M. Brennan navaja, da je lahko skrivanje spolno nenormativnega vedenja posledica strahu pred stigmo, ki posledično povzroči prikrivanje prave spolne identitete. Nekateri raziskovalci navajajo, da otroci, ki so pripadniki LGBT+ skupnosti, v šolskih okoljih skrivajo spolno nenormativno vedenje zaradi pritiska vrstnikov. To je lahko posledica diskriminacije, s katero se sooča LGBT+ skupnost.